# Alastor maroccanus
Alastor maroccanus är en stekelart som beskrevs av Giordani Soika 1942. Alastor maroccanus ingår i släktet Alastor och familjen Eumenidae. Inga underarter finns listade i Catalogue of Life.